# Paul Du Bois
Paul Du Bois, spesso scritto Dubois (Aywaille, 21 settembre 1859 – Uccle, 12 agosto 1938), è stato uno scultore e medaglista belga.

## Biografia
Allievo di Eugène Simonis e Charles Van der Stappen, ha studiato dal 1877 al 1883 presso l'Accademia reale di belle arti di Bruxelles e ha vinto il Premio Godecharle nel 1884.
Contribuì al rinnovamento della espressione artistica in Belgio alla fine del XIX secolo: a Bruxelles fu tra i fondatori dei gruppi d'avanguardia Les XX e poi La Libre Esthétique; insegnò nelle accademie di Mons (1900-1929) e Bruxelles (1901-1929).
La sua eclettica opera comprende sia sculture di piccole dimensioni, medaglie e gioielli che statue, monumenti pubblici o funerari.

## Opere
A Bruxelles:

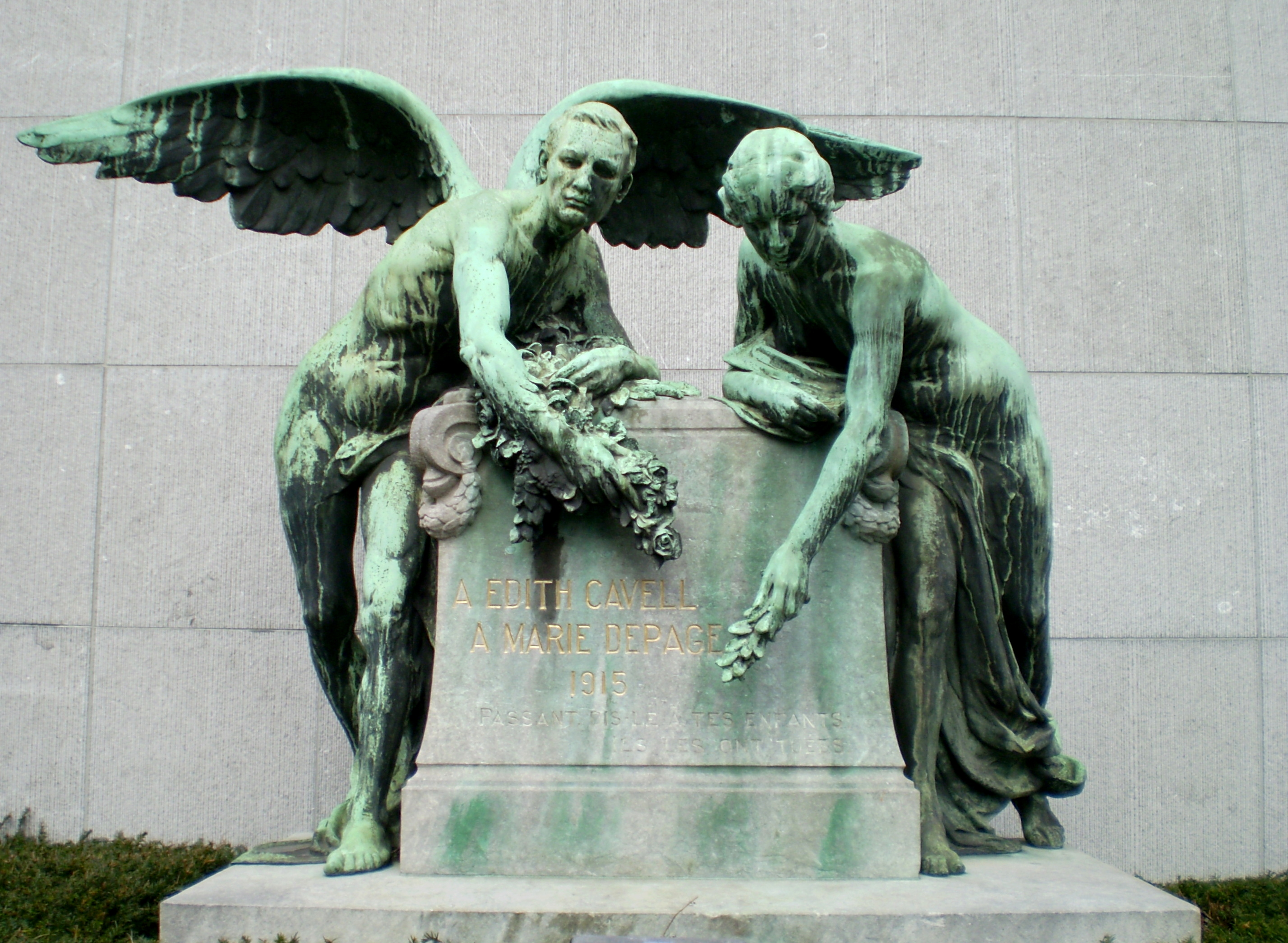
Monumente a Edith Cavell e Marie Depage, Bruxelles.

- Monumento al conte Frédéric de Mérode;
- monumento a Edith Cavell e Marie Depage, inaugurato il 15 luglio 1920;
- Les Quatre Éléments, 1896-1899, nel parco del Giardino botanico di Bruxelles,
- varie sculture che adornano il municipio di Saint-Gilles,
- medaglia commemorativa del Palazzo di Giustizia dell'architetto Joseph Poelaert, 23 décembre 1894.

A Liegi la statua di Walthère Frère-Orban, in boulevard d'Avroy.
Molti altri monumenti sono nelle piazze e nei cimiteri di Ixelles, Uccle, Tournai, Mons, Frameries, Huy e Liegi, oppure nei musei di queste città.
È stato anche autore del disegno della  Medaglia interalleata della vittoria belga nella prima guerra mondiale, della quale sono stati coniati circa 350.000 esemplari.